# Mío
„Mio” este cântecul de debut al interpretei mexicane Paulina Rubio. Acesta fost compus de Felissati și J.A. Flores pentru a fi inclus pe primul material discografic de studio al artistei, La Chica Dorada. „Mio” a fost lansat ca primul disc single al materialului în cursul anului 1992.
Cântecul a urcat până pe locul 1 în țara natală a lui Rubio, Mexic și a obținut poziția cu numărul 3 în Billboard Hot Latin Songs. „Mio” este unul dintre cele mai cunoscute înregistrări ale interpretei la nivel mindial.

## Clasamente
| Clasament                 | Poziția maximă | Referință |
| ------------------------- | -------------- | --------- |
| Mexic Singles Chart       | 1              | [ 2 ]     |
| Billboard Hot Latin Songs | 3              | [ 3 ]     |